# 麦洼乡 (红原县)
麦洼乡，是中华人民共和国四川省阿坝藏族羌族自治州红原县下辖的一个乡镇级行政单位。

## 行政区划
麦洼乡下辖以下地区：
麦洼一村和麦洼二村。

## 特产
麦洼牦牛：中国地理标志产品。